# Ceratophygadeuon impressus
Ceratophygadeuon impressus är en stekelart som beskrevs av Henry Keith Townes, Jr. 1983. Ceratophygadeuon impressus ingår i släktet Ceratophygadeuon och familjen brokparasitsteklar. Inga underarter finns listade i Catalogue of Life.